# Kasukabe
Kasukabe (春日部市, Kasukabe-shi) est une ville située dans la préfecture de Saitama, au Japon.

## Géographie

### Situation
Kasukabe est situé dans l'est de la préfecture de Saitama.

### Démographie
En 2010, la population de la ville de Kasukabe était de 236 106 habitants, répartis sur une superficie de 66 km2. En octobre 2021, elle était de 233 196 habitants.

### Hydrographie
La ville est bordée par le fleuve Edo à l'est.

## Histoire
La ville moderne de Kasukabe a été fondée le 1er juillet 1954. Le 1er octobre 2005, le bourg de Shōwa (district de Kitakatsushika) a été intégré à Kasukabe. Elle obtient le statut de ville spéciale en 2008.

## Infrastructure
La ville abrite le G-Cans, un immense système souterrain de contrôle des inondations.

## Transports
La ville est desservie par les lignes Skytree et Urban Park de la compagnie Tōbu qui se croisent à la gare de Kasukabe.

## Jumelage
Kasukabe est jumelée avec :
- Pasadena (États-Unis),
- Région de la côte Fraser (Australie).